# Elachista lugdunensis
Elachista lugdunensis is een vlinder uit de familie van de grasmineermotten (Elachistidae). De wetenschappelijke naam werd gepubliceerd in 1859 door Heinrich Frey.
De soort komt voor in Europa.